# Cyathea brucei
Cyathea brucei är en ormbunkeart som beskrevs av Lehnert. Cyathea brucei ingår i släktet Cyathea och familjen Cyatheaceae. Inga underarter finns listade.